# Ornithogalum convallarioides
Ornithogalum convallarioides är en sparrisväxtart som beskrevs av Joseph Marie Henry Alfred Perrier de la Bâthie. Ornithogalum convallarioides ingår i släktet stjärnlökar, och familjen sparrisväxter. Inga underarter finns listade i Catalogue of Life.